# Silverado (Califórnia)
Silverado é uma comunidade não-incorporada localizada no Estado americano da Califórnia, no Condado de Orange. Situa-se no cânion homônimo, na região das Montanhas Santa Ana.
Durante o período de controle espanhol, era conhecida pelo nome Canyon de la Madera. Além das residências dos habitantes, a comunidade consiste em uma loja, um restaurante, uma biblioteca pública e uma agência postal.